# Rue du Clos-Feuquières
La rue du Clos-Feuquières est une voie du 15e arrondissement de Paris, en France.

## Situation et accès
La rue du Clos-Feuquières est une voie publique située dans le 15e arrondissement de Paris. Elle débute au 5, rue Théodore-Deck et se termine au 10, rue Desnouettes.

## Origine du nom

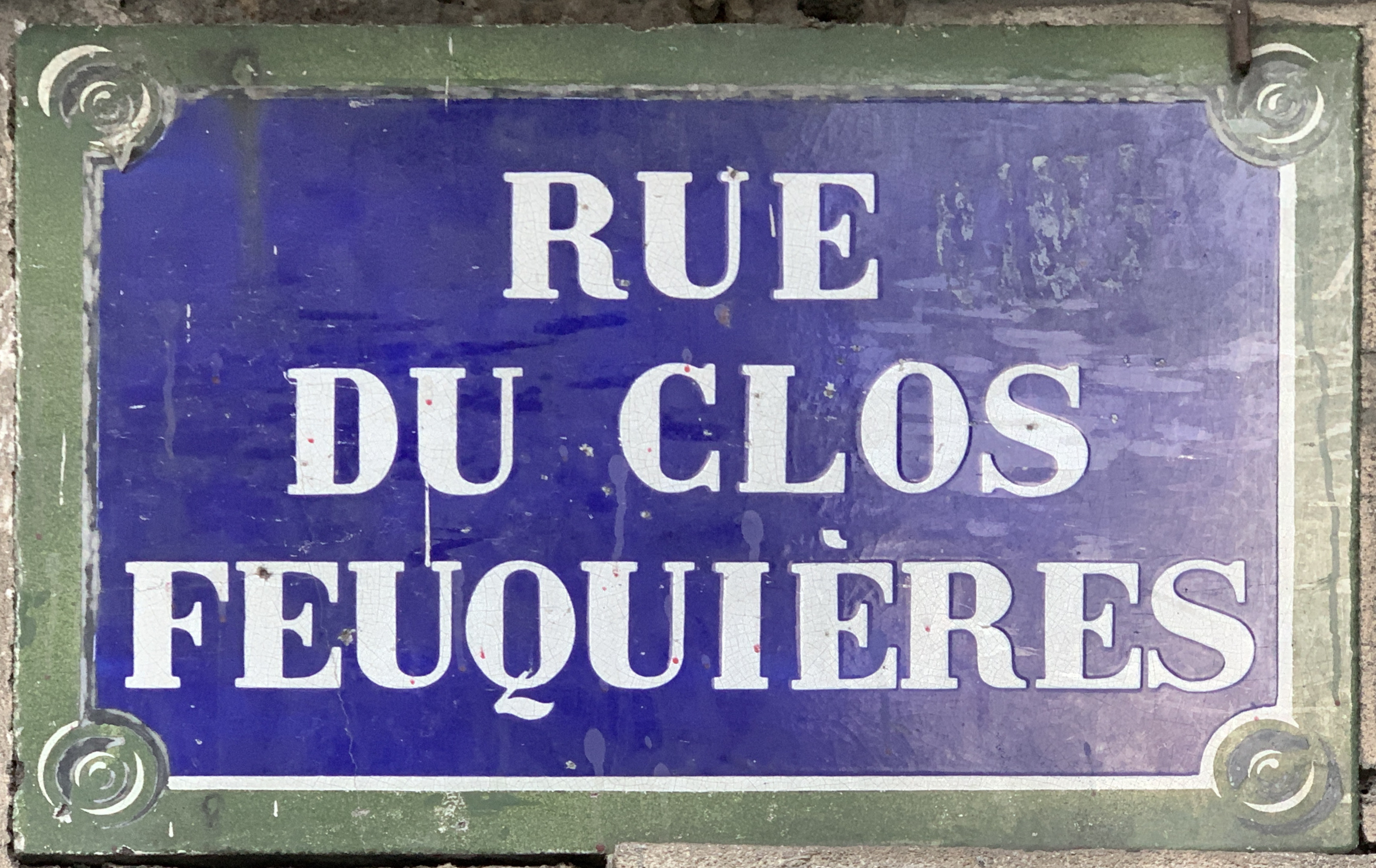
Plaque de la rue.

Cette voie est nommée d'après le nom du propriétaire des terrains sur lesquels elle a été ouverte.

## Historique
Cette rue ouverte sur la commune de Vaugirard sous le nom de « ruelle Feugnières » est rattachée à la voirie parisienne en vertu du décret du 23 mai 1863.